# Кріс Малонга
Кріс Малонга (фр. Chris Malonga, нар. 11 липня 1987, Санс) — конголезький і французький футболіст, півзахисник французького клубу «Мартіг» і національної збірної Республіки Конго.

## Клубна кар'єра
Народився 11 липня 1987 року в місті Санс. Вихованець юнацьких команд футбольних клубів «Осер», «Луан-Кюїзо» та «Нансі».
У дорослому футболі дебютував 2007 року виступами за команду клубу «Нансі», в якій провів три сезони, взявши участь у 81 матчі чемпіонату. Більшість часу, проведеного у складі «Нансі», був основним гравцем команди.
Своєю грою за цю команду привернув увагу представників тренерського штабу клубу «Монако», до складу якого приєднався 2010 року. Відіграв за команду з Монако наступні два сезони своєї ігрової кар'єри.
Згодом з 2012 по 2014 рік грав на правах оренди в складі команд клубів «Лозанна» та «Віторія» (Гімарайнш).
У вересні 2014 підписав повноцінний контракт з «Лозанною», яка від часів його попередніх виступів за клуб опустилася до другого дивізіону. За сезон провів за швейцарський клуб 27 матчів у всіх змаганнях.
Влітку 2015 року Малонга повернувся до Франції, підписавши контракт з клубом Ліги 2 «Лавалем». У клубі з Лаваля виступав протягом двох років, провівши 48 ігор у чемпіонаті. За підсумками сезону 2016/17 клуб понижується в класі, а сенегалець залишає його.
У липні 2017 йому запропонував контракт клуб другого турецького дивізіону «Самсунспор», однак керівники клубу так і не запросили його прилетіти до Туреччини та перестали відповідати. У підсумку Малонга залишився без клубу.
Влітку 2018 був на перегляді в клубі «Расінг» (Люксембург). Зіграв у матчі за суперкубок Люксембургу, однак не справив враження на керівництво клубу та не отримав контракту.
Лише в січні 2019 повернувся до виступів, приєднавшись до клубу «Мартіг» з четвертого французького дивізіону. Станом на 19 листопада 2019 встиг відіграти за команду 21 матч у аматорському чемпіонаті.

## Виступи за збірну
У 2008 році дебютував в офіційних матчах у складі національної збірної Республіки Конго. Наразі провів у формі головної команди країни 16 матчів, забивши 2 голи.
У складі збірної був учасником Кубка африканських націй 2015 року в Екваторіальній Гвінеї.